# 诺伊施塔特 (艾希斯费尔德县)
诺伊施塔特（德語：Neustadt，發音：[ˈnɔʏʃtat] ⓘ）是德国图林根州艾希斯费尔德县曾经的一个市镇，面积3.59平方千米，2014年1月10日人口为698人。2010年12月1日，诺伊施塔特与另外2个市镇合并为新市镇阿姆奥姆贝格。